# Qstomize
Qstomize est une entité spécialisée dans le sur-mesure industriel pour tous. Le siège social est à Heudebouville dans le département de l'Eure en région Normandie.
Filiale détenue à 100 % par le Groupe Renault, Qstomize conçoit, produit et commercialise des transformations de véhicules et propose différents services.
Situés au cœur des usines Renault, les ateliers Qstomize (appelés satellites), transforment l'ensemble des véhicules des marques Renault, Renault Pro+ et Dacia. Le site le fait également pour les marques Renault Trucks, Nissan, Mitsubishi et Daimler (Mercedes-Benz + Smart). Le site l'a également fait pour les marques Opel et Vauxhall.
Le site d'Heudebouville est spécialisé dans les adaptations pour le transport de personnes à mobilité réduite.
Les véhicules adaptés sont commercialisés dans environ 80 pays.

## Historique

### La société Sinpar
La société Sinpar (Société Industrielle de Production et d'Adaptation Rhodanienne), en 1906, installée à Courbevoie, était spécialisée dans les transformations des véhicules terrestres à moteur, notamment avec les boîtes de transmission 4 × 4.

### La SOMAC
En 1966, la société SOMAC (Société de Montage Autos Camions) est créée à Verneuil-sur-Avre dans l'Eure. Elle serait le fruit du rachat ou du changement de nom de Sinpar. La gestion des stocks et des références et les transformations sont toujours effectuées de la même façon.
En 1975, la SOMAC est rachetée par Saviem, filiale de Renault. L'entreprise se spécialise dans les transmissions 4 × 4 et la compétition.

1987: Somac réalise la première adaptation TPMR (Transport de Personnes à Mobilité Réduite) sur un Renault Express.

1996 : Somac adapte des modèles Renault pour la carburation au GPL,.

2000 : Somac devient une filiale 100 % Renault.

2003 : Somac se délocalise à Heudebouville.
2010 : Somac prend le nom de Renault Tech.

### Renault Tech
Basé à Heudebouville, Renault Tech est créé en 2009 pour répondre aux besoins de certains clients du constructeur automobile dans le domaine des véhicules adaptés au transport de personnes à mobilité réduite (TPMR). L'entreprise fait partie des carrossiers automobiles français à adapter certains de ses modèles sur une échelle industrielle. La branche est rattachée à la division Renault Sport Technologies et est dirigée par Éric Lemonnier.
En 2011, Renault Tech a vendu 1 120 véhicules adaptés pour les personnes à mobilité réduite.
En 2012, l'entreprise déclare produire 1 600 voitures chaque année et emploie 110 personnes.
En 2013, Renault Tech annonce avoir doublé son chiffre d'affaires, notamment grâce aux nombreuses ventes effectuées à son client le plus important : EDF ERDF. Entre 2009 et 2012, le chiffre d'affaires de Renault Tech augmente en effet de 43,9 millions d'euros, passant de 34,6 à 78,5 millions d'euros.
En 2018, Renault Tech bat son record de chiffre d’affaires annuel avec 119 millions d'euros.

### Qstomize
2022 : Renault Tech change de nom et devient Qstomize pour incarner une nouvelle ère. Un nom plus international, qui va permettre à l’entité de se développer au-delà de son périmètre géographique actuel. Il évoque également davantage son métier et son expertise, à savoir la personnalisation, la transformation, d'où l’inspiration directe du mot anglais « customisation ». Ce nom lui permet d’élargir son champ d’action à toutes les marques de Renault Group, de l'Alliance et de ses partenaires, et même au-delà du groupe.

## Autres sites de fabrication
Qstomize compte une usine dédiée à Heudebouville.
Qstomize est cependant intégré dans 10 usines de carrosserie / montage de Renault en Europe. Cette organisation industrielle permet de transformer l'ensemble des véhicules de la marque.
- Satellites français :
  - Batilly ; (Usine Renault)
  - Maubeuge ; (Usine Renault)
  - Flins ; (Usine Renault)
  - Douai ; (Usine Renault)
  - Sandouville. (Usine Renault)

- Hors de France :
  - Usine Renault d'Oued Tlelat (Oued Tlelat, Algérie)
  - Usine Renault de Palencia (Palencia, Espagne)
  - Usine Renault de Valladolid (Valladolid, Espagne)
  - Novo Mesto (Slovénie) (Usine Renault)
  - Mioveni (Roumanie) (Usine Dacia)
  - Bursa (Turquie) (Usine Renault)
  - Tanger (Maroc) (Usine Dacia)
  - Casablanca (Maroc) (Usine Dacia)
- Anciennes usines
  - Barcelone (Espagne) (ancienne usine Nissan) (utilisée par Renault de 2001 à 2014)
  - GM Manufacturing Luton IBC Vehicules LTD (Angleterre) (ex usine GM, devenue usine Vauxhall) (utilisée par Renault de 1997 à 2019)

## L'offre
L'offre comporte :
- Adaptations pour les auto-écoles ;
- Séries limitées pour Renault et Dacia ;
- Transport de personnes à mobilité réduite ;
- Adaptations des flottes d'entreprise ;
- Adaptations sur les véhicules utilitaires Renault Pro+, Renault Trucks, Mercedes-Benz, et les VUL européens du clone japonais Nissan (et de 1997 à 2021, il y a eu aussi Opel et sa filiale britannique Vauxhall)